# 선거소송
선거소송(選擧訴訟) 이란 공직선거법 제222조에 따라 선거과정상의 하자로 인하여 그 선거의 효력에 대한 소송이다. 소송의 피고는 대통령 선거일 경우에는 중앙선거관리위원장이, 그 외의 건에는 그 선거의 관할선거관리위원장이 대상이다. 제소자는 선거의 효력에 이의가 있는 선거인과 정당, 후보자이며 공직선거법 제222조는 제1항과 제2항을 나누고 제1항에는 대통령선거 및 국회의원선거를, 제2항에는 지방의회의원 및 지방자치단체의 장의 선거를 구별하여 규정한다. 제3항에는 제1항과 제2항에 규정한 피고가 궐위된 때 선거관리위원회 위원 전원을 피고로 한다고 규정하고 있다. 소송을 심리한 선거관리위원회, 대법원, 고등법원은 공직선거법 제224조에 따라 선거의 전부나 일부를 무효를 결정하거나 판결할 수 있다. 선거소송은 새로운 대의기관의 구성하는데 그 안정성을 해칠 우려가 있어 신속한 재판이 요구되며 특히 대통령선거와 국회의원선거에 대한 선거소송은 대법원의 단심으로 재판한다. 

대한민국 투표 도장

## 공직선거법 제222조 본문
① 대통령선거 및 국회의원선거에 있어서 선거의 효력에 관하여 이의가 있는 선거인ㆍ정당(候補者를 추천한 政黨에 한한다) 또는 후보자는 선거일부터 30일 이내에 당해 선거구선거관리위원회위원장을 피고로 하여 대법원에 소를 제기할 수 있다.
② 지방의회의원 및 지방자치단체의 장의 선거에 있어서 선거의 효력에 관한 제220조의 결정에 불복이 있는 소청인(當選人을 포함한다)은 해당 소청에 대하여 기각 또는 각하 결정이 있는 경우(제220조제1항의 기간 내에 결정하지 아니한 때를 포함한다)에는 해당 선거구선거관리위원회 위원장을, 인용결정이 있는 경우에는 그 인용결정을 한 선거관리위원회 위원장을 피고로 하여 그 결정서를 받은 날(제220조제1항의 기간 내에 결정하지 아니한 때에는 그 기간이 종료된 날)부터 10일 이내에 비례대표시ㆍ도의원선거 및 시ㆍ도지사선거에 있어서는 대법원에, 지역구시ㆍ도의원선거, 자치구ㆍ시ㆍ군의원선거 및 자치구ㆍ시ㆍ군의 장 선거에 있어서는 그 선거구를 관할하는 고등법원에 소를 제기할 수 있다.

③ 제1항 또는 제2항에 따라 피고로 될 위원장이 궐위된 때에는 해당 선거관리위원회 위원 전원을 피고로 한다.

## 내용
•대통령, 국회의원선거, 지방의회의원, 지방자치단체의 장 선거의 제소사유, 제소자, 피고, 제소기간, 관할법원
•피고로 될 위원장이 궐위된 때의 소송의 피고 

## 당선소송과의 차이점
공직선거법 제223조에는 당선소송에 대하여 규정하고 있다. 선거소송은 선거 과정에서 하자 발생으로 인하여 선거 효력에 이의로 인해 선거 자체의 효력에 대한 소송이지만 당선소송은 선거는 유효하다는 것을 전제로 당선인의 당선 효력에 이의를 가진 제소자가 하는 소송이다. 당선소송에서의 제소자는 선거소송의 제소자 중 선거인을 제외한 정당과 후보자만 가능하다. 뿐만 아니라 소송에서의 피고, 제소기간 또한 다르다.